# بيتر ك. مانينغ
بيتر ك. مانينغ (بالإنجليزية: Peter K. Manning) هو عالم أمريكي، ولد في 27 سبتمبر 1940 في سايلم في الولايات المتحدة.